# Lake Okeechobee

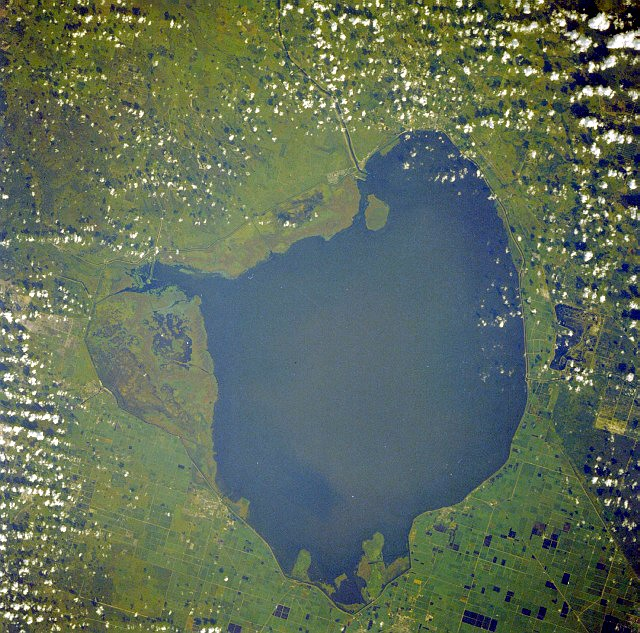
Lake Okeechobee sedd från rymden.

Lake Okeechobee är en insjö i södra Florida. Det är den näst största sötvattensjö som ligger helt inom kontinentala USA, bara Lake Michigan är större. Okeechobee täcker 1 890 km² (4 730 square miles) och är förhållandevis grund med ett medeldjup på bara 3 meter (9 ft). Sjön faller inom Glades, Okeechobee, Martin, Palm Beach och Hendry counties.